# Volvo Construction Equipment
Volvo Construction Equipment (initialement Volvo BM) est une filiale du groupe AB Volvo. Elle est spécialisée dans la production d'engin de travaux publics. Volvo vend ces machines dans plus de deux cents pays.

## Histoire

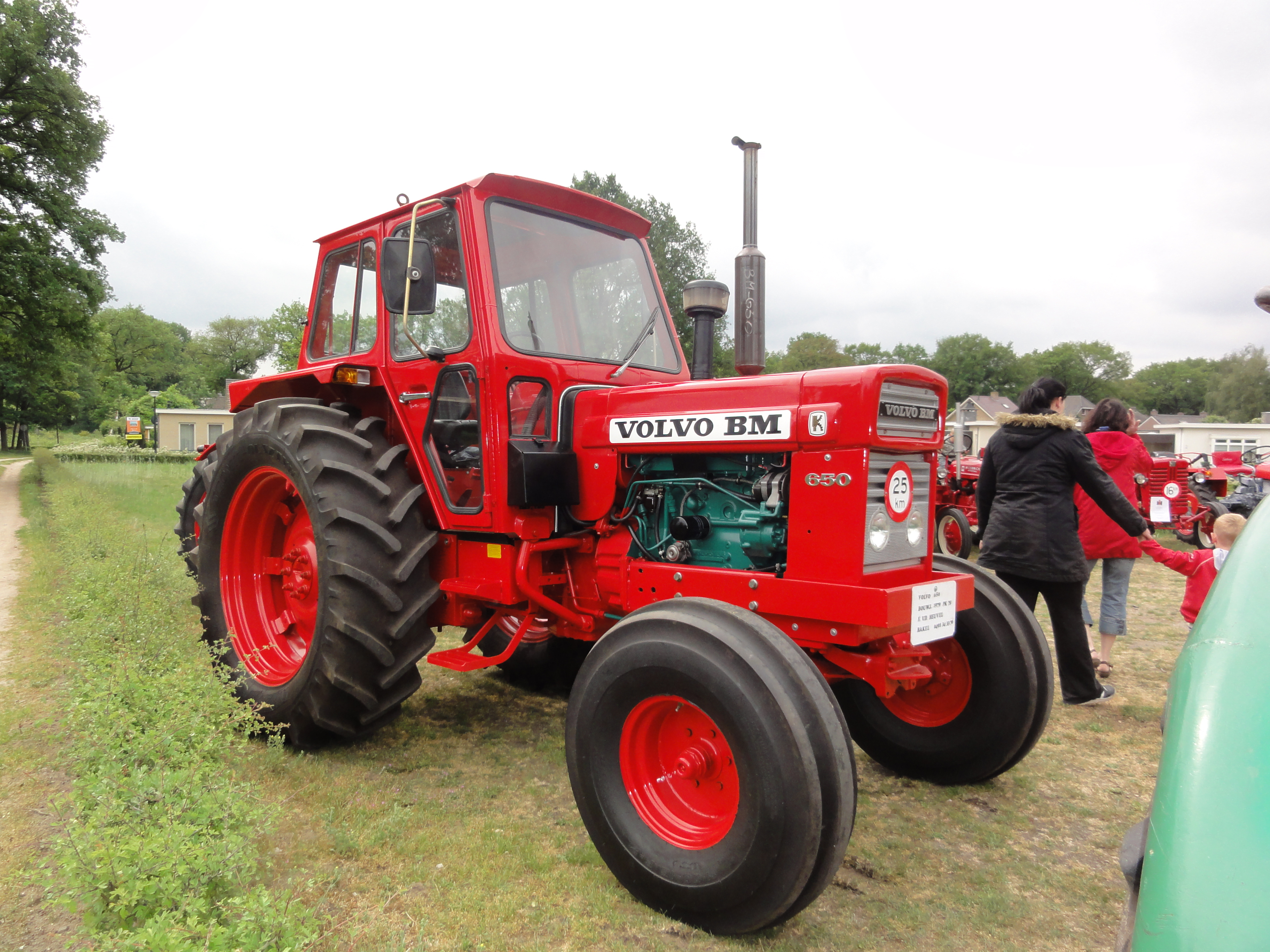
Tracteur Volvo-BM T 650.

Volvo Construction Equipment (ou Volvo CE) s'est fortement développé par de la croissance externe.
En 1950, AB Volvo a acheté le fabricant de machines Bolinder-Munktell (BM). En 1973, le nom de la société a été changé en « AB Volvo BM ». Pendant les années 1980 et 1990, un certain nombre d'entreprises américaines, européennes et asiatiques ont été achetées. En 1995, le nom a été changé en « Volvo Construction Equipment » (Volvo CE). Jusqu'en 1985, Volvo BM a également produit des tracteurs agricoles, mais la division agricole a été vendue à Valmet en 1985.
En janvier 2007, Volvo a acheté 70 % de SDLG. En avril de la même année, Volvo a également finalisé l'acquisition d'une division de la société américaine Ingersoll Rand. Cette division fabrique des machines pour la construction de routes. En juillet 2020, Volvo Construction vend les finisseurs Blaw-Knox à la société Gencor Industries Inc. située à Orlando.
En 2014, Volvo CE rachète à l'américain Terex sa division dumpers pour un montant de 160 M$.
En décembre 2020, Volvo a commencé à livrer à ses clients des pelles compactes ECR25 Electric entièrement électriques.

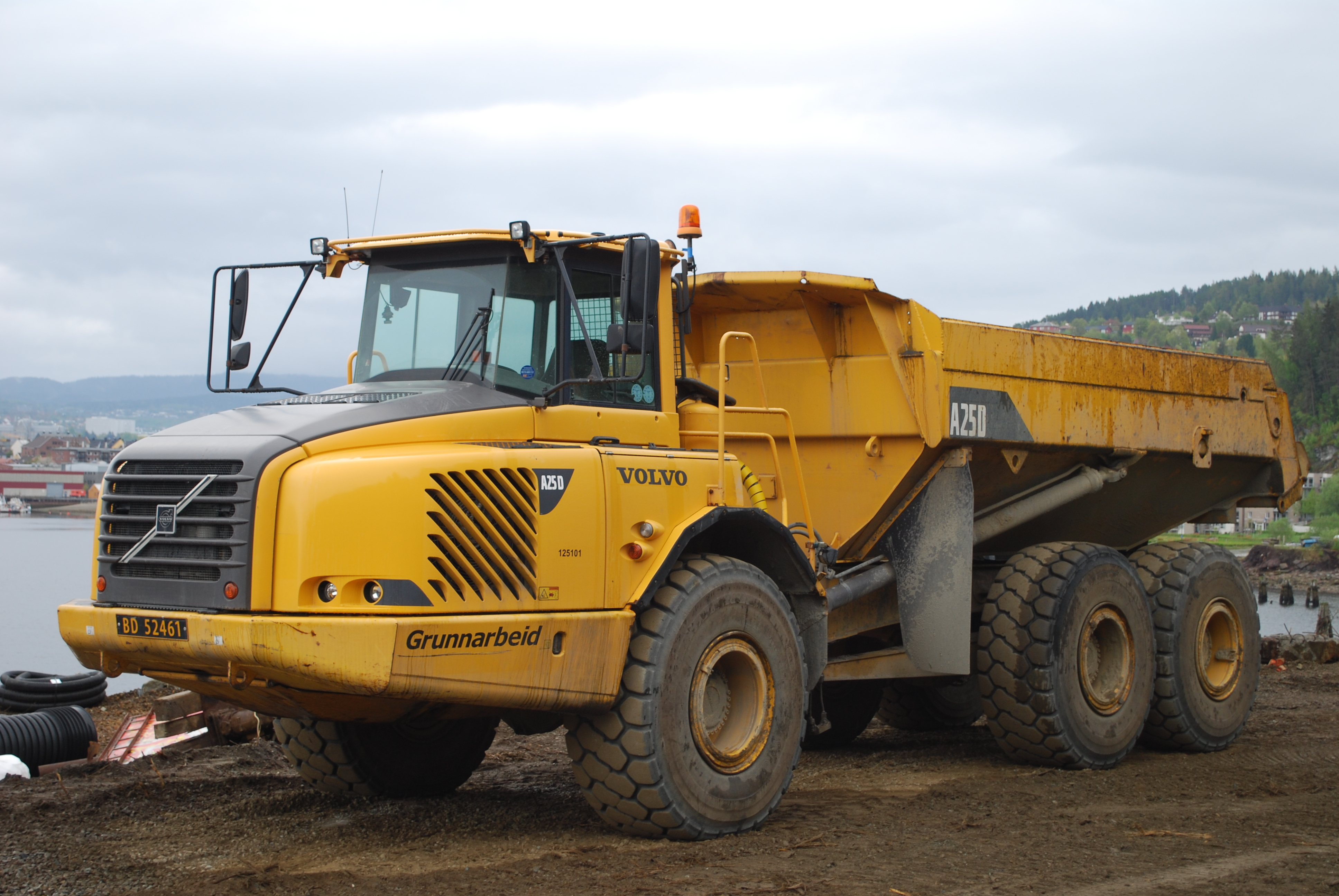
Dumper Volvo A25D.
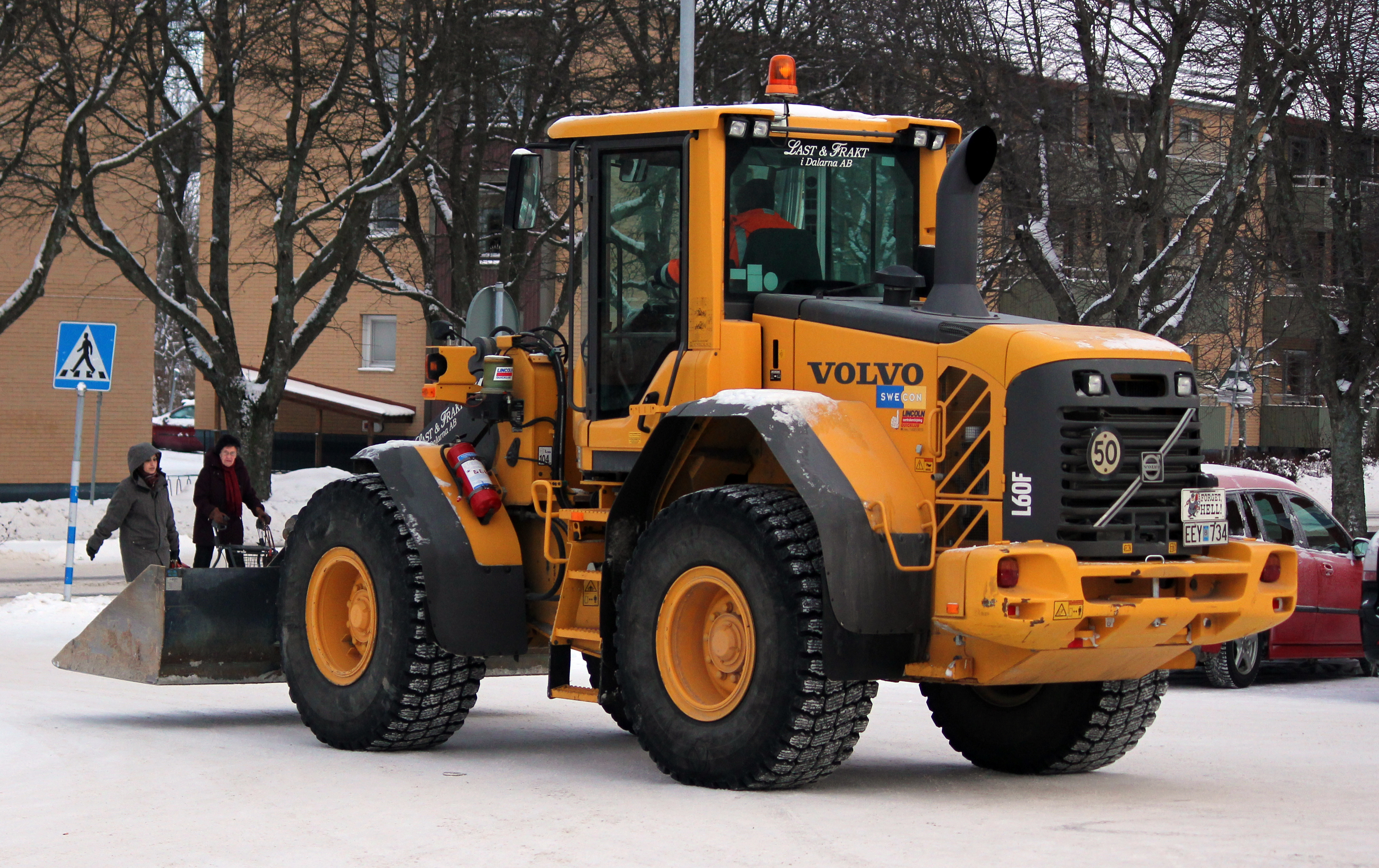
Volvo BM L60F.